# Cressy-Omencourt
Pour les articles homonymes, voir Cressy.
Cressy-Omencourt est une commune française située dans le département de la Somme en région Hauts-de-France.

## Géographie

### Localisation
Cressy-Omencourt est un village rural picard de la Somme, limitrophe du département de l'Oise et situé à moins de 10 km au nord-est de Roye, à moins de 5 km au sud de Nesle, à 30 km au sud-ouest de Saint-Quentin et une cinquantaine de kilomètres au sud-est d'Amiens.
Il est aisément accessible depuis l'ex-RN 30 (actuelle RD 930) et, en 2019, est desservi par les autocars du réseau inter-urbain Trans'80, Hauts-de-France (ligne no 53, Roye - Esmery-Hallon - Ham).

### Hameaux et écarts
La commune compte un hameau Omencourt, qui n'a que 13 habitants en 2003.

### Hydrographie
La commune est située dans le bassin Artois-Picardie. Elle n'est drainée par aucun cours d'eau.
En 1861, Émile Coët notait : « Les puits donnent seuls de l'eau aux habitants, leur profondeur est d'environ vingt mètres, ils sont creusés dans la craie ; i'eau que fournissent ces puits est d'asez bonne qualité, elle n'est pas séléniteuse, elle est seulement légèrement calcaire. » et pour Omancourt « L'eau des puits est la seule dont on fasse usage, elle est claire et n'accuse que la présence du carbonate de chaux ; les puits sont dans
la craie et ont vingt mètres de profondeur ».

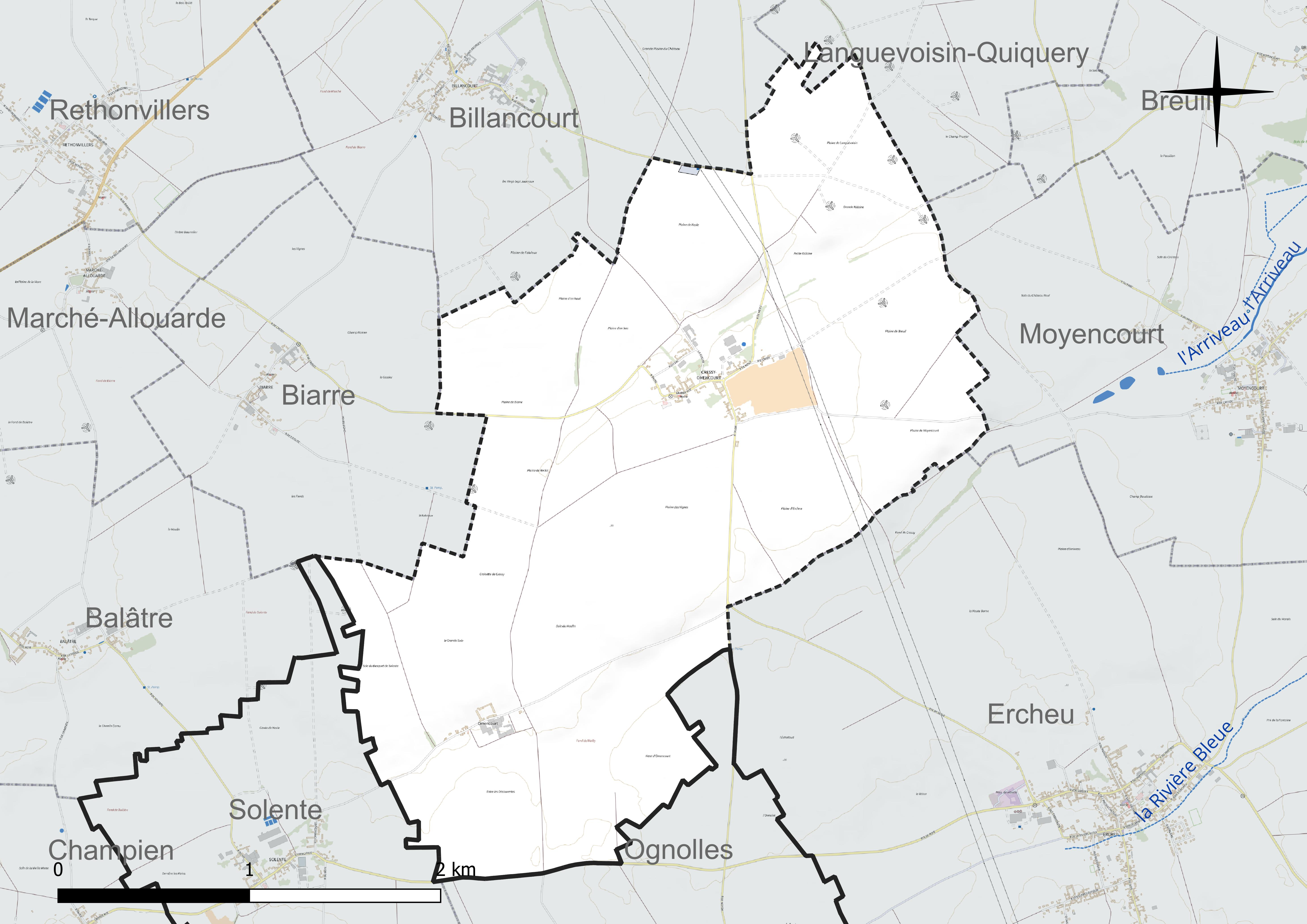
Réseau hydrographique de Cressy-Omencourt.

### Climat
Pour des articles plus généraux, voir Climat des Hauts-de-France et Climat de la Somme.
En 2010, le climat de la commune est de type climat océanique dégradé des plaines du Centre et du Nord, selon une étude du CNRS s'appuyant sur une série de données couvrant la période 1971-2000. En 2020, Météo-France publie une typologie des climats de la France métropolitaine dans laquelle la commune est exposée à un climat océanique et est dans la région climatique Nord-est du bassin Parisien, caractérisée par un ensoleillement médiocre, une pluviométrie moyenne régulièrement répartie au cours de l'année et un hiver froid (3 °C).
Pour la période 1971-2000, la température annuelle moyenne est de 10,3 °C, avec une amplitude thermique annuelle de 14,8 °C. Le cumul annuel moyen de précipitations est de 711 mm, avec 11 jours de précipitations en janvier et 8,7 jours en juillet. Pour la période 1991-2020, la température moyenne annuelle observée sur la station météorologique la plus proche, située sur la commune de Rouvroy-en-Santerre à 15 km à vol d'oiseau, est de 10,8 °C et le cumul annuel moyen de précipitations est de 635,8 mm,. Pour l'avenir, les paramètres climatiques de la commune estimés pour 2050 selon différents scénarios d'émission de gaz à effet de serre sont consultables sur un site dédié publié par Météo-France en novembre 2022.

## Urbanisme

### Typologie
Au 1er janvier 2024, Cressy-Omencourt est catégorisée commune rurale à habitat dispersé, selon la nouvelle grille communale de densité à sept niveaux définie par l'Insee en 2022.
Elle est située hors unité urbaine. Par ailleurs la commune fait partie de l'aire d'attraction de Roye, dont elle est une commune de la couronne,. Cette aire, qui regroupe 35 communes, est catégorisée dans les aires de moins de 50 000 habitants,.

### Occupation des sols
L'occupation des sols de la commune, telle qu'elle ressort de la base de données européenne d'occupation biophysique des sols Corine Land Cover (CLC), est marquée par l'importance des territoires agricoles (96,6 % en 2018), une proportion identique à celle de 1990 (96,6 %). La répartition détaillée en 2018 est la suivante : 
terres arables (96,6 %), zones urbanisées (3,4 %). L'évolution de l'occupation des sols de la commune et de ses infrastructures peut être observée sur les différentes représentations cartographiques du territoire : la carte de Cassini (XVIIIe siècle), la carte d'état-major (1820-1866) et les cartes ou photos aériennes de l'IGN pour la période actuelle (1950 à aujourd'hui).

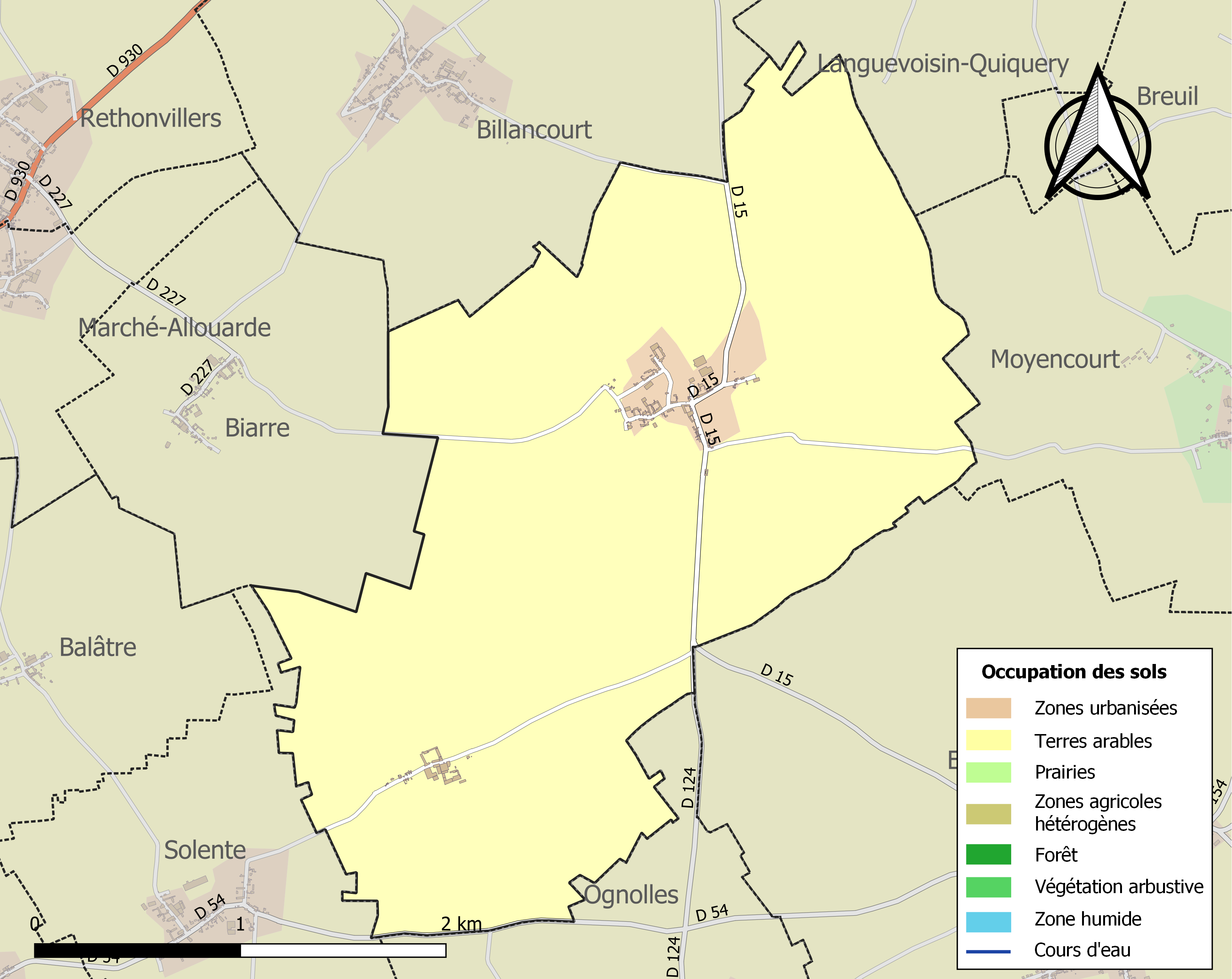
Carte des infrastructures et de l'occupation des sols de la commune en 2018 (CLC).

## Toponymie
La commune de Cressy, instituée sous la Révolution française, absorbe en 1826, sous la Restauration, celle d' Omencourt et prend le nom de Cressy-Omencourt.
Cressy a été désigné Crespiniacum ; Creci en 1143 ; Creissy en 1153 ; Creissi en 1153 ; Cresci en 1164 ; Cressi en 1215 ; Cresi en 1260 ; Creciacum en 1271 ; Cressy en 1384 ; Cressy-Omancourt au XIVe siècle ; Cressy-lez-Neelle au XVIIe siècle ; Cressey, Crécy-lès-Roye entre 1824 et 1847 ; Cressy-lès-Roye entre 1848 et 1862.
Omencourt a été désigné Omencourt en 1143 ; Omencort en 1215 ; Omencurt en 1230 ; Omeincort en 1230 ; Ommencort en 1248 ; Omencour en 1733 ; Omincourt en 1761 ; Omancourt en 1757 ; Ormancourt entre 1826 et 1828 ; Armancourt entre 1848 et 1862 ; Omancourt-lès-Cressy en 1878.

## Histoire
En 1130, Simon de Vermandois, évêque de Noyon donne la paroisse de Cressy au chapitre de sa cathédrale ; Beaudoin II, son successeur, confirme cette donation en 1153.
En 1589, pendant les Guerres de Religion  le village est incendié en 1589, par Montluc, commandant de la cavalerie des Ligueurs, qui venaient de s'emparer de Chaulnes, puis en 1636, par les Espagnols sous la conduite
de Jean de Werth, faisant de nombreuses victimes.
La commune de Cressy, instituée sous la Révolution française, absorbe en 1826, sous la Restauration, celle d' Omencourt et prend le nom de Cressy-Omencourt.
La commune s'est dotée d'une école et d'un presbytère en 1858 et 1859.
Première Guerre mondiale
Durant la Première Guerre mondiale, les Allemands construisent un hôpital en 1914. Les soldats décédés sont enterrés sur les lieux.
Le village est considéré comme détruit à la fin de la guerre, et a  été décoré de la Croix de guerre 1914-1918, le 3 novembre 1920.

## Politique et administration

### Rattachements administratifs et électoraux
Rattachements administratifs
La commune se trouve dans l'arrondissement de Montdidier du département de la Somme.
Elle faisait partie depuis 1801 du canton de Roye. Dans le cadre du redécoupage cantonal de 2014 en France, cette circonscription administrative territoriale a disparu, et le canton n'est plus qu'une circonscription électorale.
Rattachements électoraux
Pour les élections départementales, la commune fait partie depuis 2014 du canton de Roye
Pour l'élection des députés, elle fait partie de la cinquième circonscription de la Somme.

### Intercommunalité
La commune est membre de la communauté de communes du Grand Roye, un établissement public de coopération intercommunale (EPCI) à fiscalité propre créé en 2012 par transformation de l'ancien SIVOM du canton de Roye, créé le 24 octobre 1972.

### Liste des maires
| Période                                  | Période                | Identité                | Étiquette | Qualité                                              |
| ---------------------------------------- | ---------------------- | ----------------------- | --------- | ---------------------------------------------------- |
| Les données manquantes sont à compléter. |                        |                         |           |                                                      |
| vers 1964                                | 2014                   | Pierre Depourcq         |           |                                                      |
| 2014                                     | mai 2020               | Madeleine Cleuet-Debroy |           | Vice-présidente de la CC du Grand Roye (2017 → 2020) |
| mai 2020                                 | En cours (au mai 2020) | Olivier Depourcq        |           |                                                      |

## Population et société

### Démographie
L'évolution du nombre d'habitants est connue à travers les recensements de la population effectués dans la commune depuis 1793. Pour les communes de moins de 10 000 habitants, une enquête de recensement portant sur toute la population est réalisée tous les cinq ans, les populations de référence des années intermédiaires étant quant à elles estimées par interpolation ou extrapolation. Pour la commune, le premier recensement exhaustif entrant dans le cadre du nouveau dispositif a été réalisé en 2008.

En 2022, la commune comptait 126 habitants, en évolution de +3,28 % par rapport à 2016 (Somme : −1,26 %, France hors Mayotte : +2,11 %).
| 1793 | 1800 | 1806 | 1821 | 1831 | 1836 | 1841 | 1846 | 1851 |
| ---- | ---- | ---- | ---- | ---- | ---- | ---- | ---- | ---- |
| 306  | 287  | 290  | 311  | 357  | 385  | 388  | 385  | 386  |

| 1856 | 1861 | 1866 | 1872 | 1876 | 1881 | 1886 | 1891 | 1896 |
| ---- | ---- | ---- | ---- | ---- | ---- | ---- | ---- | ---- |
| 338  | 312  | 307  | 282  | 268  | 242  | 223  | 208  | 194  |

| 1901 | 1906 | 1911 | 1921 | 1926 | 1931 | 1936 | 1946 | 1954 |
| ---- | ---- | ---- | ---- | ---- | ---- | ---- | ---- | ---- |
| 237  | 237  | 224  | 134  | 130  | 147  | 160  | 148  | 139  |

| 1962 | 1968 | 1975 | 1982 | 1990 | 1999 | 2006 | 2008 | 2013 |
| ---- | ---- | ---- | ---- | ---- | ---- | ---- | ---- | ---- |
| 129  | 101  | 89   | 89   | 116  | 106  | 101  | 100  | 125  |

| 2018 | 2022 | - | - | - | - | - | - | - |
| ---- | ---- | - | - | - | - | - | - | - |
| 123  | 126  | - | - | - | - | - | - | - |

### Enseignement
Les enfants de la commune sont scolarisés au sein du regroupement pédagogique intercommunal (RPI) d'Ercheu, Moyencourt et Cressy-Omencourt.

## Culture locale et patrimoine

### Lieux et monuments
- Église Saint-Crépin-et-Saint-Crépinien.
- Chapelle Saint-Médard à Omencourt, en brique et pierre. À la suite de la démolition de l'église en 1830, la chapelle a été édifiée en 1892[2].
- Une stèle militaire allemande de la Première Guerre mondiale est située à proximité de la chapelle d'Omencourt[31].

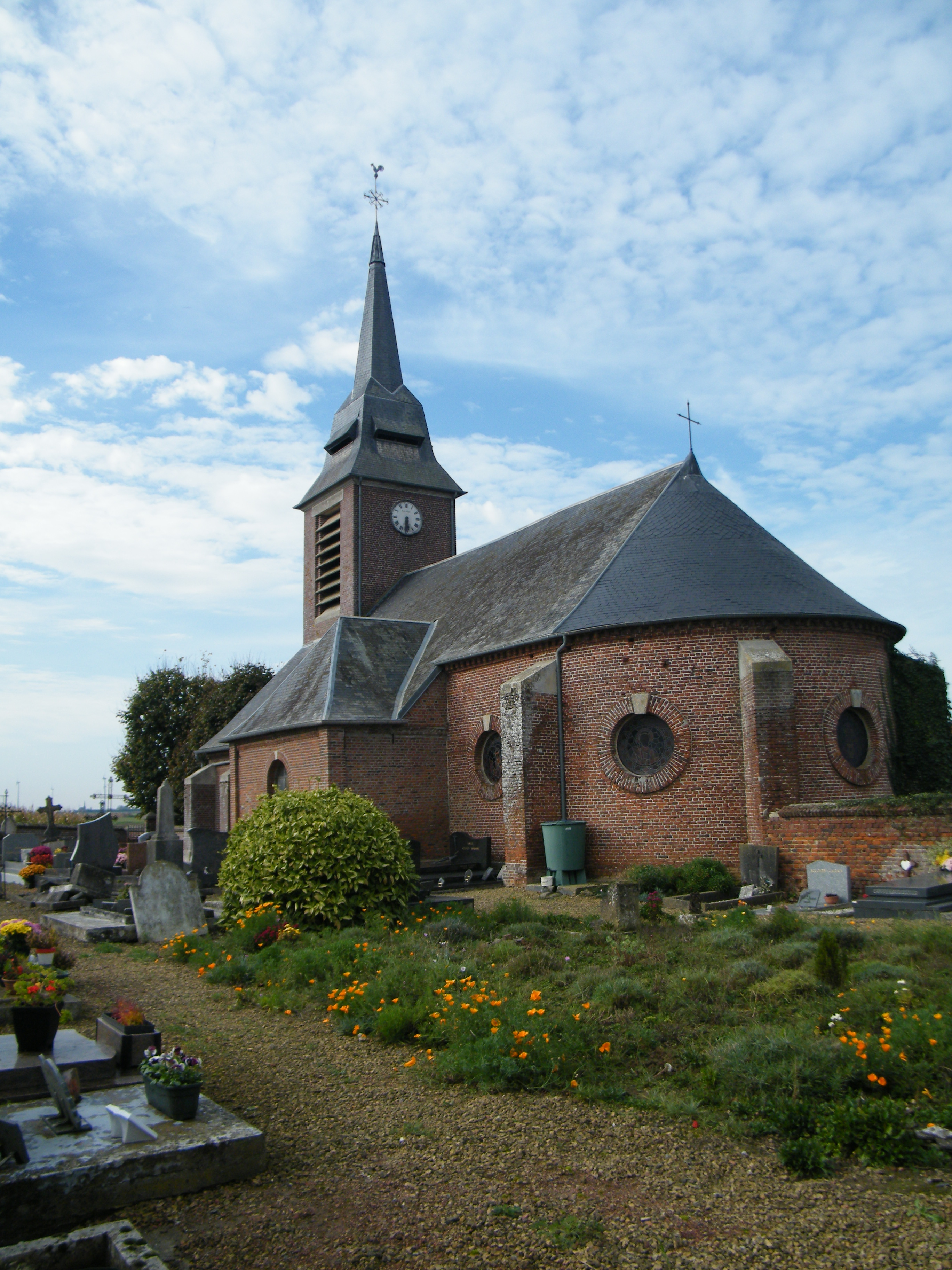
Église Saint-Crépin-et-Saint-Crépinien.
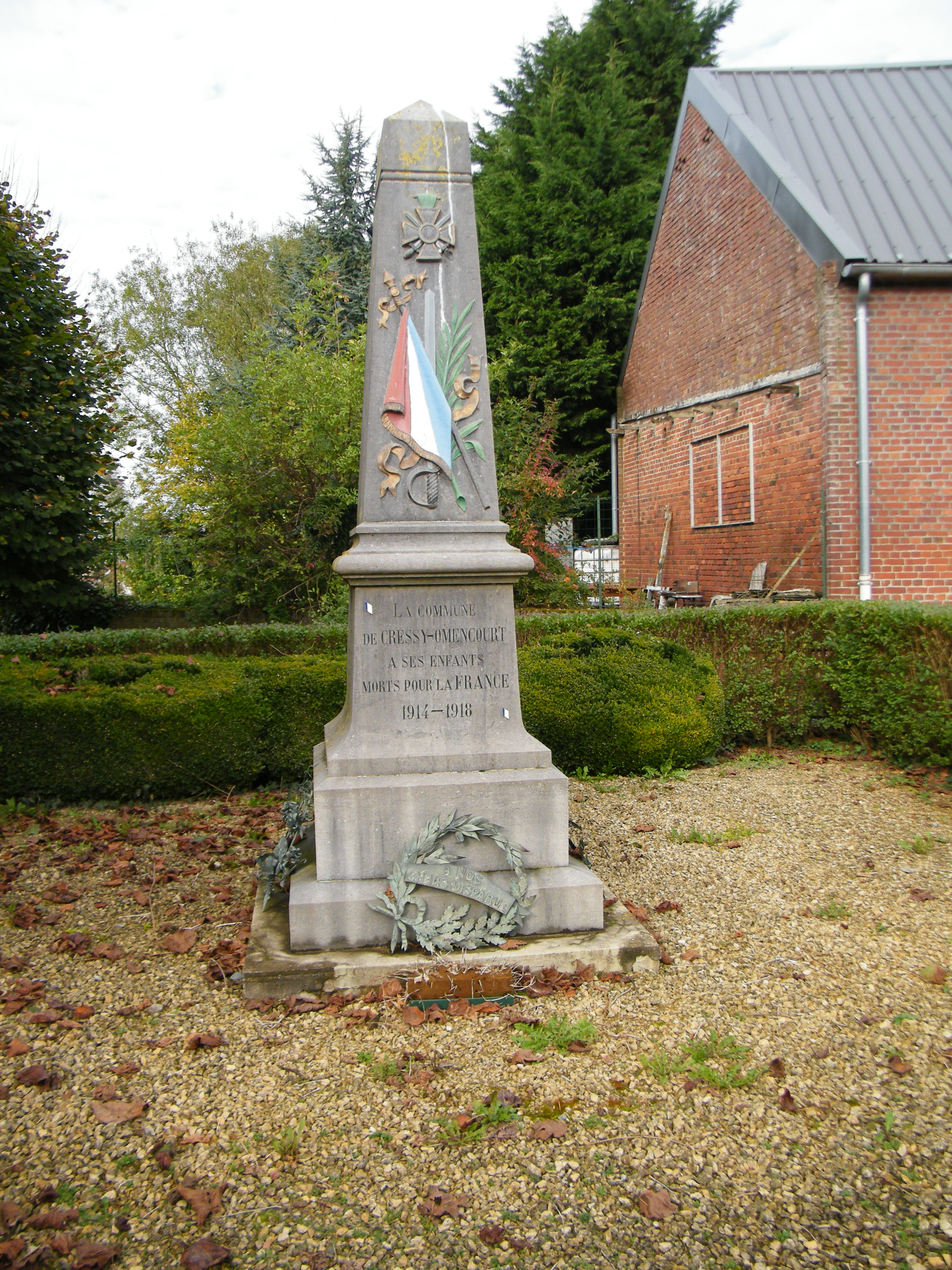
Monument.
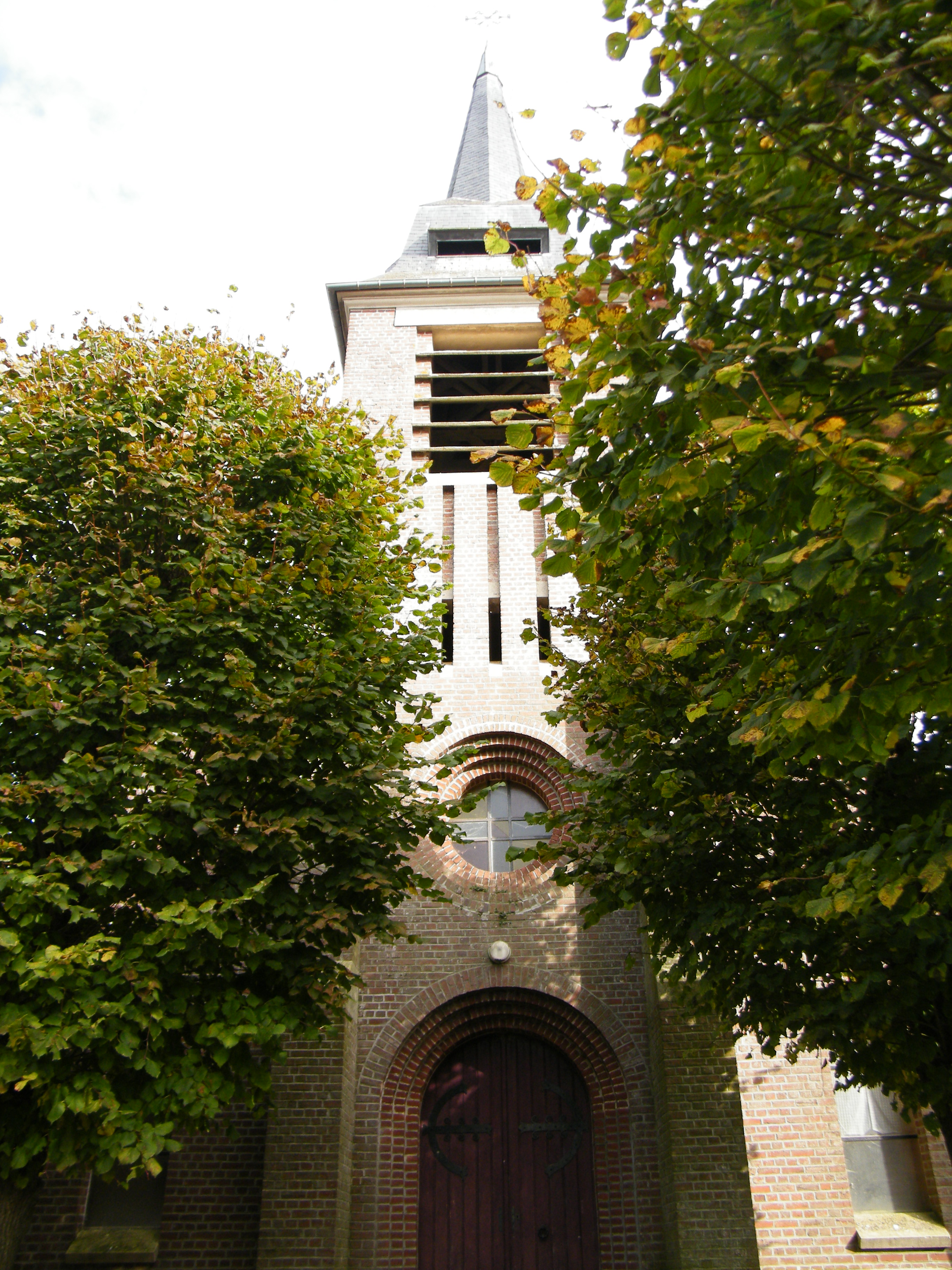
Autre vue de l'église.
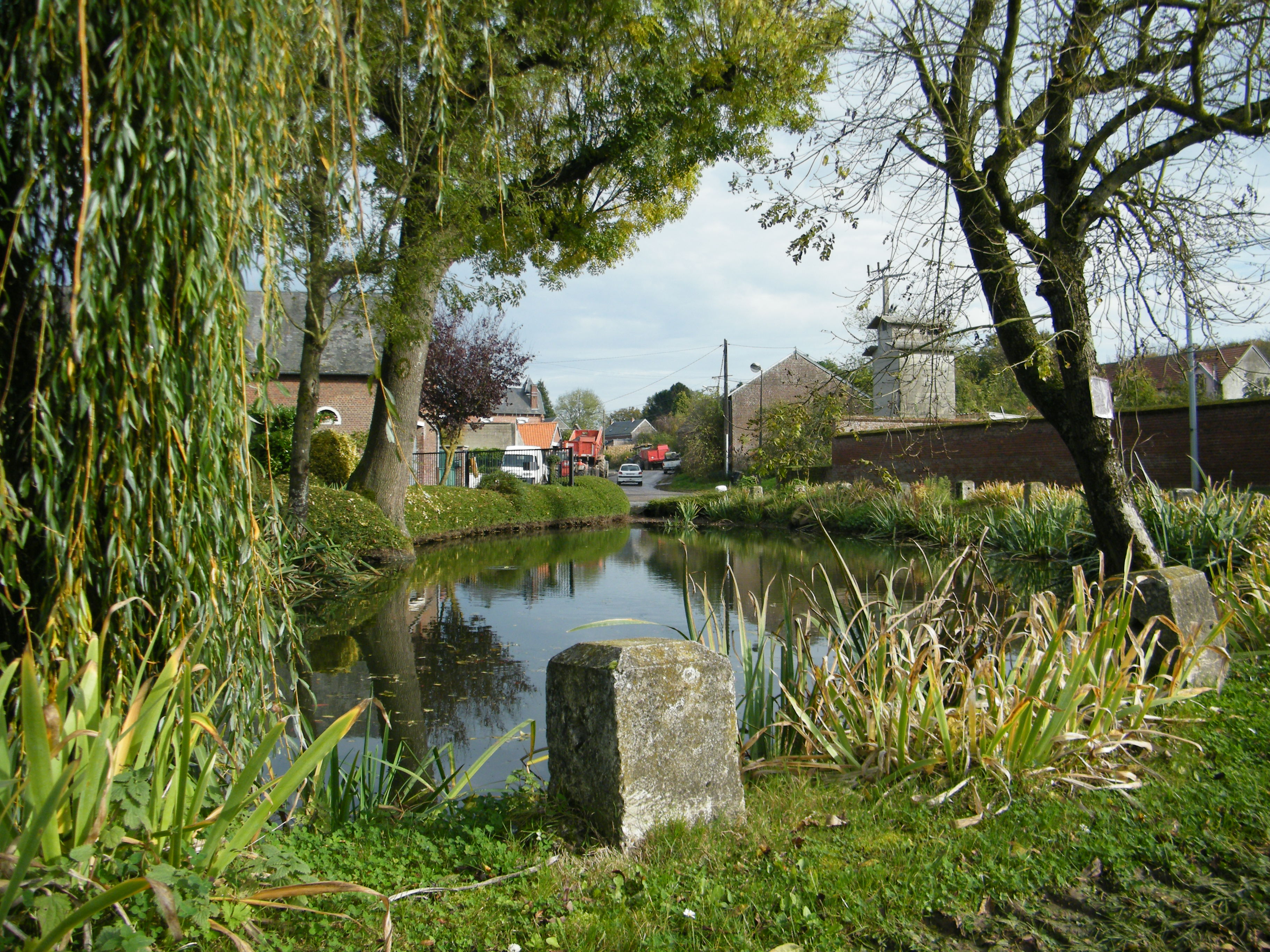
Mare communale.